# Šarbov
Šarbov é um município da Eslováquia, situado no distrito de Svidník, na região de Prešov. Tem 8,44 km² de área e sua população em 2018 foi estimada em 16 habitantes.

## Demografia
| Ano:        | 1994 | 2004    | 2014 | 2024    |
| ----------- | ---- | ------- | ---- | ------- |
| Broj ljudi: | 18   | 11      | 11   | 19      |
| Razlika:    |      | -38,88% | +0%  | +72,72% |

| Ano:               | 2023 | 2024 |
| ------------------ | ---- | ---- |
| Número de pessoas: | 19   | 19   |
| Diferença:         |      | +0%  |